# Liebengrün
Liebengrün ist ein Ortsteil der Gemeinde Remptendorf im Saale-Orla-Kreis.

## Geografie
Der Ort Liebengrün liegt inmitten des Thüringer Schiefergebirges und befindet sich in unmittelbarer Nähe der Bleilochtalsperre und des Hohenwarte-Stausees. Die Gemarkung des Ortes ist mit einer Fläche von 1012 ha ausgewiesen.

## Geschichte
Der Ort wurde im Jahr 1377 erstmals urkundlich erwähnt und war schon bald ein Marktflecken mit eigener niederer Gerichtsbarkeit und Braurechten. Im Mittelalter waren hier die von Obernitz aus Liebschütz begütert.
Liebengrün entwickelte sich zu einem Marktflecken mit eigenem Rat, sank aber nach 1815 zu einer preußischen Gemeinde ab.
Im Jahr 1719 wurde das ursprüngliche Angerdorf bei einem Großbrand nahezu vollständig vernichtet, auch die Kirche wurde zerstört. Sie wurde ab 1722 zunächst wieder aufgebaut, aber erst 1745 vollendet. Im Jahr 1906 wird die gesamte Westseite des Ortes durch einen erneuten Großbrand zerstört. Jedoch wird der Ort jedes Mal wieder aufgebaut. Der Ort gehörte bis 1815 zum kursächsischen Amt Ziegenrück und kam nach dessen auf dem Wiener Kongress beschlossenen Abtretung an den preußischen Landkreis Ziegenrück, zu dem der Ort bis 1945 gehörte.
Während der Zeit der DDR gehörte Liebengrün zum Kreis Lobenstein im Bezirk Gera. Nach 1990 war es Mitglied in der Verwaltungsgemeinschaft Saale-Sormitz-Höhen bis zur Eingemeindung durch die Gemeindegebietsreform in Thüringen vom 1. Juli 1999. Seither ist es ein Ortsteil der Gemeinde Remptendorf.

### Einwohnerentwicklung
Entwicklung der Einwohnerzahl (ab 1994: Stand jeweils 31. Dezember):
| - 1933: 601 - 1939: 556 - 1994: 488 - 1995: 487 | - 1996: 484 - 1997: 490 - 1998: 487 |

 Datenquelle ab 1994: Thüringer Landesamt für Statistik

## Wappen
Das Ortswappen zeigt in Silber zwischen zwei grünen Laubbäumen die Mutter Gottes mit dem Kinde, gekrönt und in Flammenglorie auf dem Halbmond stehend.

## Wirtschaft
Es sind mehrere Handwerksbetriebe und auch einige kleinere produzierende Unternehmen im Ort ansässig.

## Kultur
Mehrere Vereine bereichern das Ortsleben ebenso wie zwei Kirchen (evangelisch und methodistisch).

## Persönlichkeiten
- Friedrich Heinrich Otto Melle (1875–1947), Bischof der Evangelisch-methodistischen Kirche in Deutschland
- Antje Babendererde (* 1963), im Ort lebende Schriftstellerin